# Gendrey
Gendrey é uma comuna francesa na região administrativa de Borgonha-Franco-Condado, no departamento de Jura. Estende-se por uma área de 13,9 km². Em 2010 a comuna tinha 440 habitantes (densidade: 31,7 hab./km²).